# A Second Beginning
Pour plus de détails, voir Fiche technique et Distribution.
A Second Beginning est un film muet américain réalisé par Burton L. King et sorti en 1915.

## Fiche technique
- Titre : A Second Beginning
- Réalisation : Burton L. King
- Scénario : F. McGrew Willis
- Producteur : Carl Laemmle
- Société de production : Universal Film Manufacturing Company
- Société de distribution : Universal Film Manufacturing Company
- Pays de production :  États-Unis
- Langue : Anglais
- Format : Noir et blanc — 35 mm — 1,33:1 — Muet
- Genre : Film dramatique
- Durée :
- Dates de sortie : 
  - États-Unis : 17 juin 1915
  - Royaume-Uni : 28 octobre 1915

## Distribution
- Adele Lane : Edna Granville
- Harry Linkey : Robert Granville
- Edward Sloman : Herbert Conrow
- Gretchen Lederer : Marie